# Hyphydrus satyrus
Hyphydrus satyrus är en skalbaggsart som beskrevs av Bilardo och Pederzani 1978. Hyphydrus satyrus ingår i släktet Hyphydrus och familjen dykare. Inga underarter finns listade i Catalogue of Life.